# Deutsche Botschaft Asunción
Die Deutsche Botschaft Asunción ist die diplomatische Vertretung der Bundesrepublik Deutschland in der Republik Paraguay, angesiedelt in deren Hauptstadt Asunción.

## Lage und Gebäude

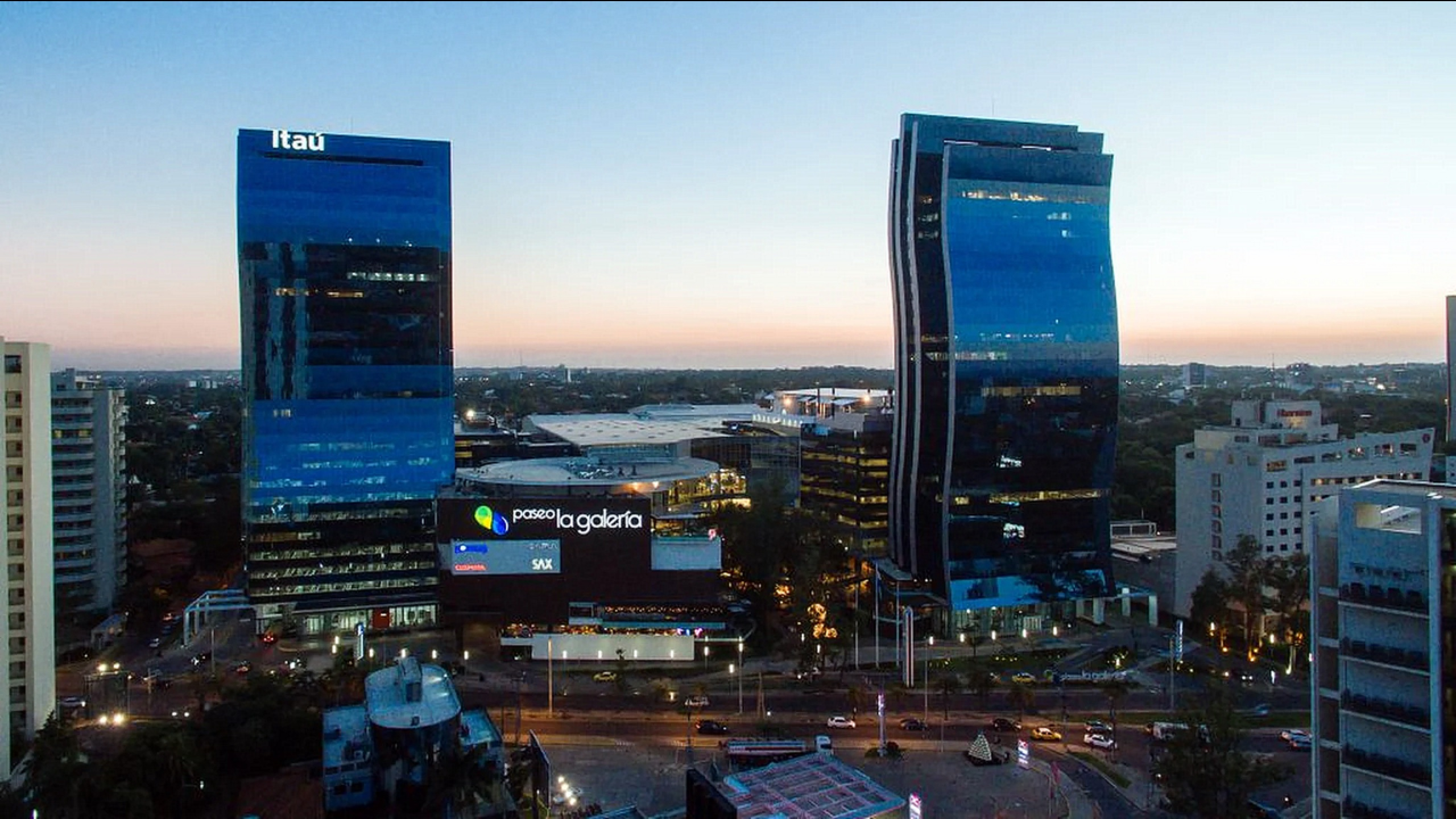
Paseo La Galeria. Im 21. und 22. Stockwerk des linken Büroturms befindet sich die Botschaft Asunción.

Die Kanzlei der Botschaft befindet sich im zentralen Stadtteil Ycua Sati von Asunción. Die Straßenadresse lautet: Santa Teresa 2106, Paseo La Galería, Torre 2, Piso 21 y 22, Asunción.
Die Kanzlei ist seit dem 1. Juli 2019 im 21. und 22. Stockwerk des Turms 2 im Einkaufs- und Bürozentrum Paseo La Galería (auch: Blue Tower Bürotürme) untergebracht. Vor dem Umzug hatte die Botschaft 34 Jahre lang ihren Sitz 5 km westlich an der Avenida Venezuela im Stadtteil Bella Vista.

## Auftrag und Organisation
Die Botschaft Asunción hat den Auftrag, die deutsch-paraguayischen Beziehungen zu pflegen, die deutschen Interessen gegenüber der Regierung von Paraguay zu vertreten und die Bundesregierung über Entwicklungen in Paraguay zu unterrichten.
In der Botschaft bestehen die Arbeitsbereiche Politik, Wirtschaft sowie Kultur und Bildung.
Das Referat für Rechts- und Konsularaufgaben der Botschaft bietet deutschen Staatsangehörigen konsularische Dienstleistungen und Hilfe in Notfällen an. Der konsularische Amtsbezirk der Botschaft umfasst ganz Paraguay. Die Visastelle erteilt Einreisegenehmigungen für in Paraguay wohnhafte Bürger dritter Staaten. Paraguayische Staatsangehörige benötigen für Aufenthalte im Schengen-Raum von bis zu 90 Tagen pro Halbjahr grundsätzlich kein Visum. Ausnahme ist die Aufnahme einer Erwerbstätigkeit.
Honorarkonsuln der Bundesrepublik Deutschland sind in Ciudad del Este, Encarnación, Villarica und der Kolonie Neuland bestellt und ansässig.

## Geschichte
Die Bundesrepublik Deutschland richtete am 1. Oktober 1952 eine Gesandtschaft in Asunción ein, die am 17. März 1954 in eine Botschaft umgewandelt wurde.
Das Deutsche Reich war von 1920 bis 1942 durch Gesandte vertreten.
Zwischen der DDR und Paraguay bestanden keine diplomatischen Beziehungen.